# 覃歡喜
覃歡喜（英語：Chum Foon Hei，1960年11月20日—），綽號「歡喜哥」，是香港無綫電視電視劇《使徒行者系列》的虛構角色，角色由香港男演員許紹雄（中年版）與鄭世豪（青年版）飾演，並曾讓許紹雄於《萬千星輝頒獎典禮2014》獲得「最受歡迎電視男角色」獎項。
2014年首先在香港無綫電視電視劇《使徒行者》配角形式登場，之後亦在2017及2020年電視劇《使徒行者2》和《使徒行者3》內，繼續成為主要角色。

## 背景
覃歡喜擁有中五學歷，1983年在警察訓練學校受訓，1984年開始於西九龍任職軍裝巡邏隊警員，編號6638。1989年，他升任有組織罪案及三合會調查科警長，1994年因偵破尖沙咀連環械劫案，而再晉升為毒品調查科见习督察。1998年，他與泰國警方合作，瓦解了金三角最大販毒集團；2000年又晉升為刑事情報科督察，卻因與黑幫過從甚密而於2006年被警隊革職，實為秘密執行臥底任務（臥底機密檔案編號：NO.BMOO86 / V）。2007年起，他一直調查黑警及幕後集團「宋先生」（最終由卓凱完成），可是為了替遭「長興」龍頭魏德信買兇殺害的妻子報仇，選擇自刪臥底資料，正式混進黑道，擔任「長興」社團頭目和另起新社團「福和」；將魏德信槍殺後隨即跑路去泰國，直至返回香港與日本黑幫交易時才被拘捕。
出獄不久，覃歡喜與游達富爭奪「洪英社」坐館之位，最終達成協議而共同擔任，後於新界東北收地計劃中獲得相關地契，打算挾帶私逃卻被林希微識破；在其指使下被薛家強槍殺，實以假死狀態避開宋先生的耳目，跟周文鼎一起跑路到歐洲小國卡茲薩克生活，且用化名「Yaya Furaha」建立偽證集團，經營假護照及太空戶口生意。三年後，他再回港調查魏德禮成立的「永恆幫（Eternity）」，同時協助九指強奪取「崇聯社」坐館，並加入影武者行動，過程裡曾遭魏德禮手下注射毒針，但因鄭淑梅贈送的皮夾擋住部份毒液，而能夠取回性命，康復了便計劃前往中東興建學校給小孩子就讀。

## 迴響
「歡喜哥」的角色在劇中本是配角性質，但《使徒行者》於香港播放期間，該角色廣受關注。2014年9月26日播出的一集中，該角色於劇中被迫自殺，使之成為熱門話題。其後有網民在社交網站開設專頁「歡喜哥」，支持許紹雄成為《萬千星輝頒獎典禮2014》最佳男主角。而《使徒行者》在最後一集播放字幕時，更刻意加插一段覃歡喜在警隊的秘密檔案被人刪除的片段，使觀眾猜想有關覃歡喜的其他相關故事會否出現於無綫電視往後製作的電視劇裡。
而在2014年10月中其中一期出版的雜誌《100毛》，許紹雄成為了雜誌封面。這輯封面也借用了這個劇中角色的熱潮，結合許紹雄過往在電影《新紮師妹》的角色「方鍾Sir鍾樂海」及雨傘運動期間香港警察的發言人「四點鐘許Sir」的混合造型。2016年8月，《使徒行者》電影版上映，「歡喜哥」再次出現在觀眾眼前，暗示其在前作裏其實並未真正死去；2018年曾獲製作成「1/6」模型發售。

## 登場作品

### 影視
- 使徒行者（2014年）
- 電影使徒行者（2016年）[11]
- 使徒行者2（2017年）
- 使徒行者3（2020年）[12]

### 綜藝
- 使徒行者 臥底遊戲（2017年）
- 無限超越班（2022年）

### 遊戲
- 智傲集團手機遊戲《使徒行者》（2017年）[13]

### 廣告
- 灣仔碼頭水餃「灣仔碼頭咖哩煎餃 - 【灣仔碼頭 × 歡喜 sir 餃大佢】全港『餓』底即時曝光」（2016年）[14]
- MoreFun Game「《新三國漢室復興》手機遊戲 - 許紹雄特輯 季賽篇」（2020年）
  - 「《新三國漢室復興》手機遊戲 - 許紹雄特輯 軍團篇」
  - 「《新三國漢室復興》手機遊戲 - 許紹雄特輯 攻城篇」
  - 「《新三國漢室復興》手機遊戲 - 許紹雄 vs 郭鋒軍團開戰！」

## 外部連結
- 歡喜哥的Facebook專頁
- 覃歡喜 - 使徒行者 - 人物 - tvb.com （页面存档备份，存于）